# Barranco de Guarimiar
El Barranco de Guarimiar es un barranco situado en la isla canaria de La Gomera (España), y se ubica en el municipio de Alajeró, al sur de la isla. 
Su cabecera es un amplio circo en el cual se ubica el caserío de Imada, para luego convertirse en un profundo cañón. Finalmente se une al Barranco de Benchijigua para formar el Barranco de Santiago. En su último tramo, antes de llegar al Barranco de Santiago, se hallan algunos caseríos como Lobelión, La Sabina, Guarimiar o El Cabezo, este último en el espigón donde se unen ambos barrancos.
El barranco de Guarimiar constituye el mayor afluente por la derecha del Barranco de Santiago, que toma este nombre tras la confluencia del primero con el Barranco de Benchijigua, del que está separado por la divisoria del Lomo de Azadoe. La relativa extensión de su curso alto ha permitido el desarrollo de los cultivos y de un poblamiento importante, e inusual por su altura en La Gomera: el principal núcleo de este sector es Imada, se sitúa cerca de los 1200 m s. n. m.